# 陆路公共交通机构
陆路公共交通委员会（简称“SPAD”），是一个为马来西亚计划、规范和执行陆路公共交通和货运规定而设立的政府机构，于2018年被时任首相马哈迪·莫哈末宣布解散。

## 历史
该委员会是在2010年5月马来西亚国会通过的“2010年陆路公共交通委员会法案”下成立。该委员会的职权源于2010年同时获通过的“陆路公共交通法案”。“陆交法案”于2010年6月3日正式宪报刊登，而委员会也于当天正式成立。
当时委员会的主席是赛哈密，而首席执行员则由莫哈末阿兹哈鲁丁担任。两人均于2010年6月3日起被任命。自2017年6月3日赛哈密退休之后，该委员会的主席职位便悬空，并由联邦土地发展局旗下的FGV前主席莫哈末依沙沙末代管。
2018年5月23日，该机构被新任首相马哈迪·莫哈末宣布解散，其功能将归还于马来西亚交通部之下，惟至国会召开前仍需运作。8月16日，2018年陆路公共交通委员会（解散）法案以及2018年陆路交通法令（修正）法案三读顺利通过，陆路公共交通委员会的功能，权力，职务，义务和责任转移至陆路公共交通总监或道路总监，陆路公共交通委员会也正式解散。
陆兆福也宣布被解散的陆路公共交通委员会的职务交给交通局，并且所有SPAD的公务员因陆路交通局需1000名执法人员而被吸纳。

## 责任
陆路交通计划，规管和执行与公共陆路运输有关的所有事宜，并对马来西亚半岛的陆路交通拥有管辖权。商业车辆牌照局、铁道部和旅游部则继续在沙巴和砂拉越行使各自的权力。

### 政策与规划
政策、规划和研究部门的主要职能是通过提供用户友好和可持续的公共交通生态系统来激励群众对公共交通的需求。2012年9月，陆路公共交通委员会发布了“公共交通运输总体规划纲要”。

### 执法机构
陆路公共交通委员会下有自身的执法人员，并在“2010年公共交通法”下有权利进行执法。执法人员的职责包括检查公共交通工具和货运车辆，以确保道路使用者拥有有效的执照和其他相关文件，同时也可以审计、调查、恢复和暂停运营商执照。民防部队执法人员、道路运输署和皇家警察等其他机构的执法人员也和陆路公共交通委员会进行合作。

## 国家陆路公共交通大蓝图
陆交局于2012年9月发行了国家陆路公共交通大蓝图。 这是针对国家和地区两级的20年总体规划。总体规划中概述的战略目标如下：
- “物理连通性”鼓励民众使用公共交通工具
- “负担能力和可及性”，使公共交通工具可供各行各业使用
- “服务水平高、质量上升、方便”满足公众对服务的期望，可靠性和全面的用户友好性
- “安全防范”，使公众在使用公共交通工具时可以放心人身安全
- “通过追求清洁绿色的环境，提高生活质量”。